# Museo archeologico regionale di Agrigento
Il Museo archeologico regionale "Pietro Griffo" di Agrigento raccoglie le collezioni di materiali archeologici statali, civiche e diocesane, e costituisce un insieme organico e di particolare importanza per la comprensione della storia della città di Agrigento e del suo territorio. L'architettura e l'assetto museografico si devono all'architetto Franco Minissi.

## Percorsi di visita
Il  museo archeologico è organizzato su un doppio percorso di visita, nel primo (sale I- XI) sono esposti i reperti provenienti da Akrágas ad Agrigentum, nel secondo  (sale XII- XVII) percorso sono esposti i reperti provenienti da territorio di Agrigento, Enna e Caltanissetta.

## Sale

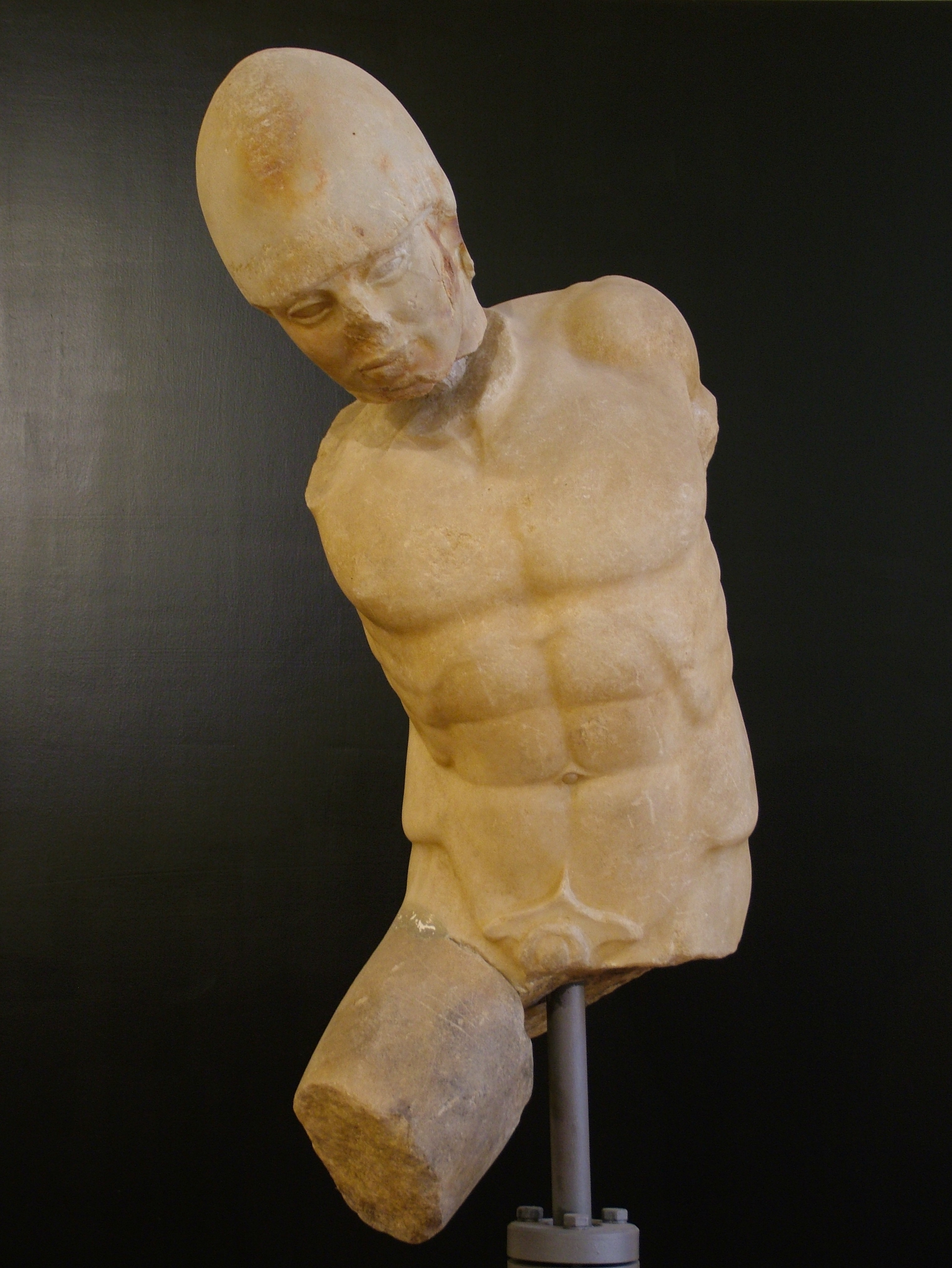
Torso di guerriero (480-475 a.C.)

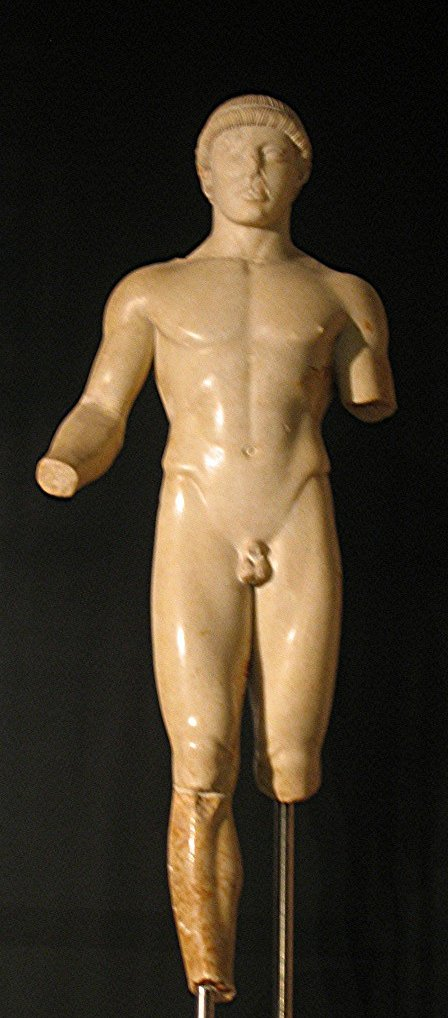
L'Efebo di Agrigento, (480-470 a.C.)

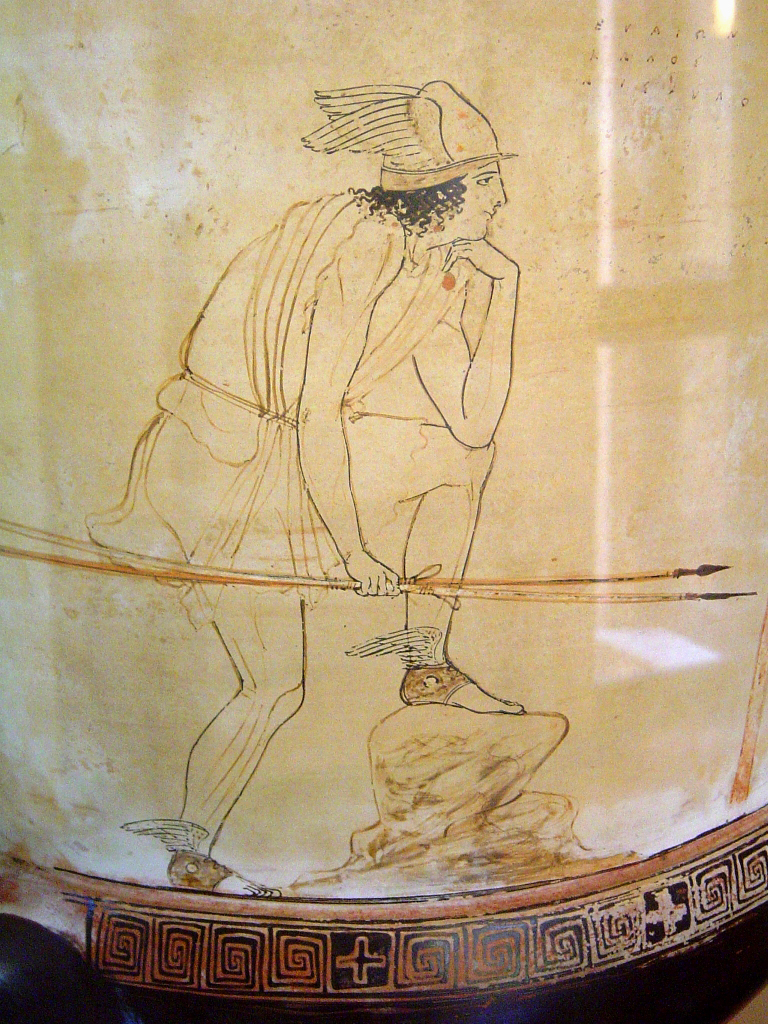
Phiale del 430 a.C. ca.: l'attore Euiaon vestito da Perseo

Sala ISala con documentazione cartografica e il repertorio delle fonti antiche.
Sala IIMateriale pre-protostorico, relativo alle culture di Serraferlicchio, eneolitica, di Monserrato e Cannatello, dell'età del bronzo, e di Sant'Angelo Muxaro, dell'età del ferro (notevole il vaso a staffa miceneo, proveniente da Cannatello); inoltre, materiali geloi più arcaici (Palma di Montechiaro e Licata), ivi collocati con lo scopo di far seguire il processo di penetrazione della cultura greca (ossia dell'acculturazione al mondo greco) tra le culture indigene, tra l'epoca della fondazione di Gela e quella d'Agrigento. Infine, materiali dalla necropoli di Montelusa, con le tombe più antiche sinora note di Akrágas
Sala IIIOspita le collezioni ceramiche già nel Museo Civico e la collezione Giudice (materiali non tutti di provenienza agrigentina), con vasi dalle necropoli saccheggiate nell'Ottocento, oltre a materiali di recente rinvenimento. Il capolavoro della sezione è senza dubbio il cratere a fondo bianco con Perseo in procinto di liberare Andromeda (450 a.C.), oltre al torso di guerriero in stile severo.
Sala IVOspita il materiale architettonico proveniente dai diversi santuari: oltre alla transizione dalla moda arcaica dei rivestimenti fittili a quella in pietra d'età classica, il visitatore potrà facilmente apprezzare, confrontando le gronde con teste leonine, le differenze stilistiche e cronologiche fra i templi da cui sono state recuperate le trabeazioni.
Sala VRaccoglie i materiali votivi dei santuari agrigentini. Vi si riconoscono tipi di statuette arcaiche di divinità ed offerenti ispirate ai modelli gelesi. Un tipico oggetto votivo dai santuari delle divinità ctonie agrigentine è il busto fittile con polos (una particolare acconciatura) – sviluppo verosimilmente delle caratteristiche maschere arcaiche – raffigurante Kore, con ricca tipologia che dalla prima età classica raggiunge l'ellenismo (fra queste va segnalato un tipo di busto anticonico della dea). Oltre alle statuette e ai busti, occorre ricordare prodotti vascolari caratteristici d'Agrigento, come i bracieri con l'orlo decorato a stampiglia con scene figurate e motivi decorativi, mentre tipici dei culti demetriaci d'Agrigento sono i vasi multipli composti da anello (per recare il vaso sulla testa) con vasetti sovrapposti (kernoi).
Sala VIVi sono conservati materiali dell’Olympeion, con il colossale Telamone dell'Olympeion ricostruito nella parete di fondo, e tre altre teste di Telamone,  il plastico con l'ipotesi di ricostruzione del tempio, e sei modelli con le ipotesi della posizione del telamone rispetto alle colonne del tempio.
Sala VII (seminterrato)Materiali del cosiddetto Quartiere ellenistico-romano. Oltre a sezioni stratigrafiche e materiali d'uso e decorativi (si notino i frammenti d'affresco in II stile) recuperati nello scavo delle case, vi si conservano gli emblemata distaccati dalle pavimentazioni musive.
Sala VIII e IX (seminterrato)
Nella sala sono esposti esemplari delle monete rinvenute nel corso degli scavi sistematici della Soprintendenza, ma anche raccolte provenienti dal Museo Civici e da donazioni; tutti si riconducono al periodo che dal VI giunge al III sec. a C..
Sala XLa sala ospita tre sculture greche: il kouros o "efebo" di Agrigento, l'Afrodite al bagno e un torso maschile. :Il kouros è un esempio di raffinata plasticità ed equilibrio realizzato in marmo greco e databile ai primi decenni del V sec a.C..
Panoramica
Questa è la sala espositiva dedicata alle epigrafi tra le quali si segnala quella di età romana imperiale con dedica "concordia agrigentinorum" erroneamente messa in rapporto con il tempio che da essa è stato chiamato della Concordia, dato che è stata trovata nelle sue vicinanze.
Sala XIDedicata alle necropoli agrigentine di recente esplorazione, dalla fase arcaica a quella tardo-antica; vi sono anche esposti sarcofagi a vasca (VI secolo a.C.) e ad altare (V secolo a.C.) d'epoca greca, e sarcofagi romani del II e III secolo.
Sale XIIIn questa sala inizia il secondo percorso espositivo del museo i primi due ambienti sono esposti i reperti riconducibili alle età preistorica in un ideale percorso topografico che, dall'oriente della provincia, giunge alle estreme sue propaggini occidentali.
Sale XIII
In questa sala sono esposti i materiali rinvenuti nell'occidente della provincia agrigentina. in successione topografica e cronologica si susseguono i siti di Vanco del Lupo di Montallegro, Raffadali con le veneri di Cozzo Busonè, Favara con grotta Ticchiara e le ceramiche dello stile di Castelluccio della prima età del bronzo  Sant'Angelo Muxaro e ancora Ribera e Sciacca.
Sale XIVLa storia del territorio della provincia agrigentina continua nella sala XIV dove sono esposti i reperti provenienti da Montagnoli, Eraclea Minoa, Monte Adranone, Rocca Nadore, siti che testimoniano quel lungo processo di ellenizzazione che dalle coste penetra verso l'interno dell'isola.
Sala XVVi si conserva il cratere attico a figure rosse con Amazzonomachia proveniente da Gela (450 a.C.).
Sala XVIQuesta sala è dedicata al territorio di Enna in particolare al sito archeologico di Montagna di Marzo, nell'esposizione si segnalano oltre ad armi strigili ed elmi, provenienti da una tomba di un guerriero; oltre ad alcuni vasetti policromi in pasta vitrea eoinochoai  trilobate.
Sala XVII
Nell'ultima sala del percorso museale sono esposte le testimonianze dei siti della provincia di Caltanissetta